# Мери Попинз от А до Я
„Мери Попинз от А до Я“ (на английски език: Mary Poppins from A to Z) е роман от 1962 г. на австралийско-британската писателка Памела Травърз, петата книга от поредицата „„Мери Попинз“.
Книгата няма истинска обща нишка, тъй като е съставена от 26 самостоятелни истории. Не е издавана на български.

## Сюжет
Включва двадесет и шест винетки – самостоятелни истории, по една за всяка буква от английската азбука, които вплитат неочаквани истории за Мери Попинз, децата на сем. Банкс и други герои от предишните романи на Травърз. Всяка винетка е пълна със забавни и необичайни думи, които започват с представената буква. 
Всяка история включва алитерация в целия текст, в която буквата от азбуката, за която се отнася историята, се повтаря многократно. Всяка от тях е придружена и от илюстрация, изобразяваща героите от историята и мястото на действие.

## Герои
- Мери Попинз - млада бавачка. Не е бъбрива, доста е сурова, харесва ѝ да се облича елегантно и да се оглежда във витрините. Тя е същинска лейди, „абсолютно съвършена във всяко отношение“.
- Джейн - най-голямото дете на семейство Банкс
- Майкъл - синът на семейство Банкс и брат на Джейн
- Джон и Барбара - близнаците на семейство Банкс
- Г-н Банкс - банкер, който работи в Сити
- Г-жа Банкс - съпругата на г-н Банкс
- Анабел – бебе, най-малкото дете на сем. Банкс
- Бърт - кибритопродавач, приятел на Мери Попинз
- Елън - чистачка на семейство Банкс
- Мисис Брил - готвачка на семейство Банкс
- Робъртсън Ай - градинар на семейство Банкс
- Адмирал Бум – съсед на семейство Банкс, къщата му е досущ като кораб
- Мис Ларк – съседка на семейство Банкс
- Мисис Кори – старица, има магазин са курабии
- Жената с птиците – старица, която седи на стълбите на катедралата „Сейнт Пол“ и храни птиците.
- Жена с балони – възрастна продавачка на балони
- Коминочистач – работил е за мис Ларк, адмирал Бум и сем. Банкс
- Полицай Егбърт – местният полицай
- Професор – възрастен жител на улица „Черешова“
- Бинакъл – асистент на адмирал Блум
- Продавач на сладолед
- Британски премиер
- Кмет – местният кмет
- Общински съветници
- Мис Андрю – властна бивша бавачка на г-н Банкс
- Пазач на парка
- Андрю и Желания – кучетата на мис Ларк